# Hollandia az 1956. évi téli olimpiai játékokon
Hollandia az olaszországi Cortina d’Ampezzóban megrendezett 1956. évi téli olimpiai játékok egyik részt vevő nemzete volt. Az országot az olimpián 2 sportágban 8 sportoló képviselte, akik érmet nem szereztek.

## Gyorskorcsolya
| Versenyző           | Versenyszám | Eredmény | Helyezés |
| ------------------- | ----------- | -------- | -------- |
| Kees Broekman       | 500 m       | 44,2     | 37.**    |
| Kees Broekman       | 1500 m      | 2:13,1   | 14.      |
| Kees Broekman       | 5000 m      | 8:00,2   | 4.*      |
| Kees Broekman       | 10 000 m    | 16:51,2  | 5.       |
| Wim de Graaff       | 500 m       | 44,9     | 43.      |
| Wim de Graaff       | 1500 m      | 2:13,1   | 11.**    |
| Wim de Graaff       | 5000 m      | 8:00,2   | 4.*      |
| Wim de Graaff       | 10 000 m    | 17:21,6  | 18.      |
| Gerard Maarse       | 500 m       | 43,1     | 22.**    |
| Gerard Maarse       | 1500 m      | 2:13,1   | 11.**    |
| Gerard Maarse       | 5000 m      | 8:11,1   | 18.      |
| Nico Olsthoorn      | 1500 m      | 2:22,6   | 49.      |
| Jeen van den Berg   | 5000 m      | 8:19,1   | 24.      |
| Egbert van 't Oever | 10 000 m    | 17:37,7  | 25.      |

## Műkorcsolya
| Versenyző        | Versenyszám | Kötelező elemek   | Kötelező elemek | Kűr               | Kűr   | Összesítés                     | Összesítés                     | Összesítés                     | Összesítés                     | Összesítés                     | Összesítés                     | Összesítés                     | Összesítés                     | Összesítés                     | Összesítés                     | Összesítés                     | Összesítés        | Összesítés  | Összesítés | Összesítés |
| Versenyző        | Versenyszám | Kötelező elemek   | Kötelező elemek | Kűr               | Kűr   | Helyezési pontszámok bírónként | Helyezési pontszámok bírónként | Helyezési pontszámok bírónként | Helyezési pontszámok bírónként | Helyezési pontszámok bírónként | Helyezési pontszámok bírónként | Helyezési pontszámok bírónként | Helyezési pontszámok bírónként | Helyezési pontszámok bírónként | Helyezési pontszámok bírónként | Helyezési pontszámok bírónként | Több. hely. száma | Hely. össz. | Pont       | Helyezés   |
| Versenyző        | Versenyszám | Több. hely. száma | Hely.           | Több. hely. száma | Hely. | 1                              | 2                              | 3                              | 4                              | 5                              | 6                              | 7                              | 8                              | 9                              | 10                             | 11                             | Több. hely. száma | Hely. össz. | Pont       | Helyezés   |
| ---------------- | ----------- | ----------------- | --------------- | ----------------- | ----- | ------------------------------ | ------------------------------ | ------------------------------ | ------------------------------ | ------------------------------ | ------------------------------ | ------------------------------ | ------------------------------ | ------------------------------ | ------------------------------ | ------------------------------ | ----------------- | ----------- | ---------- | ---------- |
| Sjoukje Dijkstra | Női egyéni  | 8×12+             | 12.             | 7×15+             | 15.   | 12,0                           | 12,0                           | 13,0                           | 12,0                           | 13,0                           | 11,0                           | 13,0                           | 16,0                           | 13,0                           | 12,0                           | 13,0                           | 10×13+            | 140,0       | 1603,80    | 12.        |
| Joan Haanappel   | Női egyéni  | 7×14+             | 14.             | 7×12+             | 11.   | 14,0                           | 13,5                           | 12,0                           | 14,0                           | 16,0                           | 14,0                           | 14,0                           | 13,0                           | 12,0                           | 13,0                           | 10,0                           | 10×14+            | 145,5       | 1604,36    | 13.        |